# Johann Froben
Johann Froben (latinsky: Johannes Frobenius; asi 1460, Hammelburg, Franky – 27. říjen 1527, Basilej) byl slavný tiskař a vydavatel působící v Basileji.

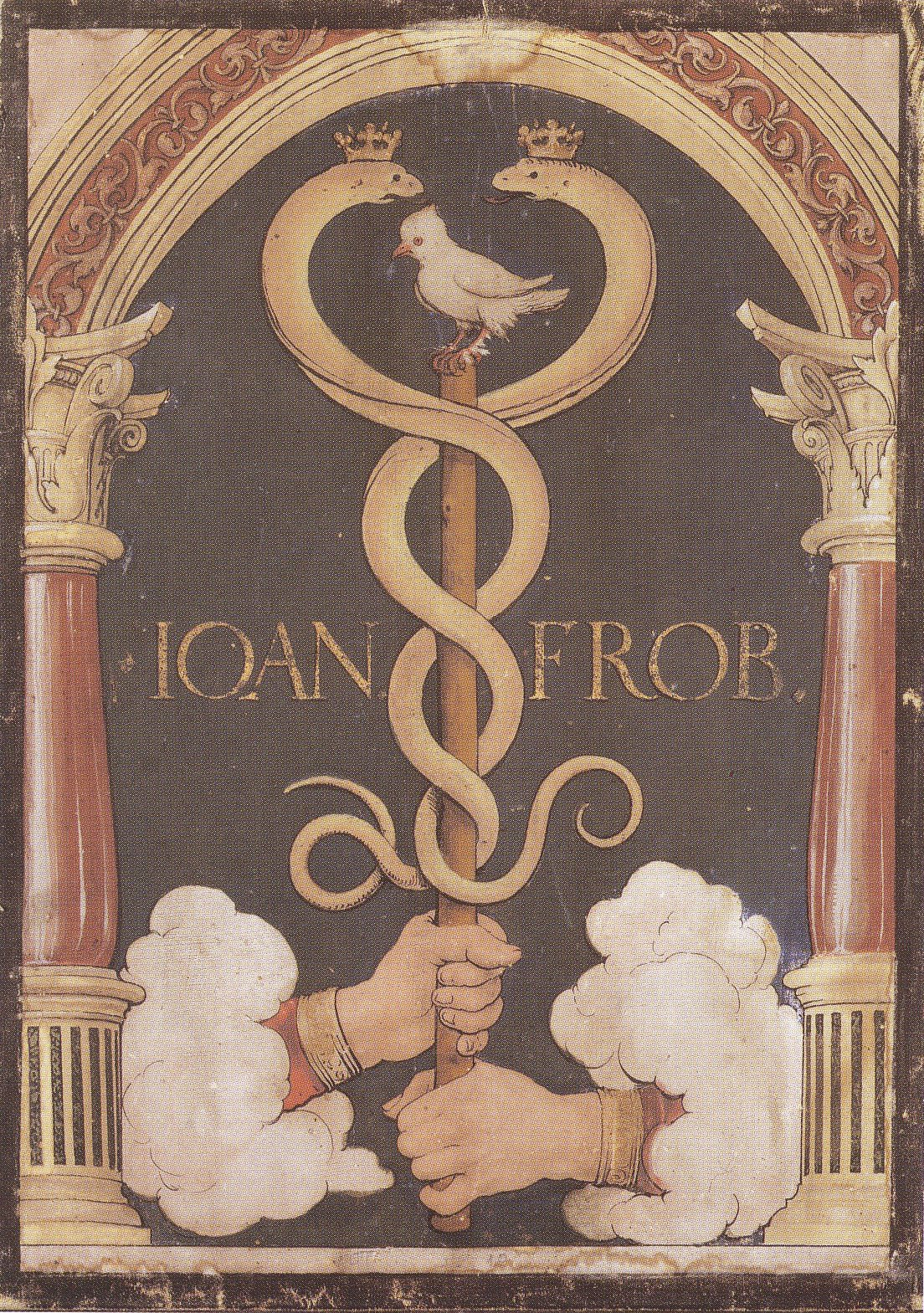
Knižní značka (logo) tiskaře Johanna Frobena

## Život a dílo
O jeho mládí je málo známo. Pravděpodobně v letech 1482-1486 při pobytu v Basileji ukončil studia na univerzitě a seznámil se tam se slavným tiskařem Johannem Amerbachem (asi 1440 – 1513). V roce 1486 byl na praxi u vydavatele Jana Kobergera v Norimberku. Kolem roku 1491 založil Froben v Basileji tiskařský dům, který brzy získal evropský věhlas pro přesnost a vkus. V roce 1500 se oženil s dcerou knihkupce Wolfganga Lachnera, s kterým uzavřel obchodní partnerství. Vstoupili do Cechu u Šafránu, což bylo sdružení basilejských řemeslníků a podnikatelů, (nazvané podle domu, ve kterém sídlilo), zajišťující jejich právní ochranu, duchovní a spolkový život.
V roce 1491 vydal kompletní texty latinského překladu bible, poprvé v osmerkovém formátu příručky. Byla tak žádaná, že v roce 1495 vyšlo druhé vydání.
Byl přítelem Erasma Rotterdamského, který nejenže si u Frobena dával tisknout vlastní díla, ale dohlížel na Frobenova vydání spisů Jeronýma, Cypriána, Tertuliána, Hilaria z Poitiers a Ambrože. Jeho vydání Erasmova Nového zákona (1519) použil Martin Luther pro svůj překlad. Roku 1507 Froben převzal Amerbachovu tiskárnu a v téže době také oficínu Adama a Johanna Petri.
Froben zaměstnal Hanse Holbeina ml., aby ilustroval jeho texty. Bylo to součástí plánu tisknout edice řeckých otců. Ale nedožil se realizace tohoto projektu, který velmi důvěryhodně realizoval jeho nejstarší syn Hieronym Froben a zeť Mikuláš Episcopius. Roku 1521 si Froben při pádu ze schodů zlomil nohu a zranění mu přivodilo další komplikace. Zemřel v říjnu 1527 a je pohřben v kostele sv. Petra v Basileji pod dochovaným náhrobkem.

## Odkaz
Frobenova práce v Basileji udělala z města v 16. století vedoucí centrum obchodu s německými knihami. Dochoval se dopis od Erasma Rotterdamského, napsaný v roce Frobenovy smrti, v něm sumarizuje jeho život, popisuje jeho povahu a dílo. Erasmus v něm také truchlí nad smrtí přítele a vyjadřuje pohnutím mnohem hlubší než to, které cítil po ztrátě svého bratra. Dodal, že všichni apoštolové vědy musí truchlit. List ukončil epitafem v hebrejštině, řečtině a latině, je vytesán na Frobenově náhrobní desce.